# Detroit Lions
Detroit Lions – zawodowy zespół futbolu amerykańskiego z siedzibą w Detroit, w stanie Michigan. Drużyna jest obecnie członkiem Dywizji Północnej konferencji NFC ligi NFL.
Klub, założony pod nazwą Portsmouth Spartans w roku 1929 w Portsmouth, w stanie Ohio, był jednym z wielu niezależnych organizacji futbolu zawodowego w dolinie rzek Ohio i Scioto. W następnym roku Spartans dołączyli do ligi NFL, zajmując miejsce innego zespołu, który rozwiązano ze względu na kłopoty związane z wielkim kryzysem w Ameryce. Mimo niejakich sukcesów w lidze, klub nie mógł się utrzymać w Portsmouth – został sprzedany i przeniesiony do Detroit przed sezonem roku 1934.
Lions zdobyli cztery tytuły Mistrza NFL; ostatni w roku 1957. Od tego czasu jednak nie zakwalifikowali się do żadnego Super Bowl.
Rok 2008 okazał się dla Lions katastrofalny. Zakończyli sezon zasadniczy bilansem 0-16 i zostali pierwszym zespołem w historii NFL, który przegrał wszystkie mecze w sezonie.
Zawodnicy polskiego pochodzenia w Lions: Ace Gutowsky (1934–1938), Ed Klewicki (1935-1938), Joe Soboleski (1950), Leon Hart (1950-1957), Lou Creekmur (1950-1959), Frank Gatski (1957), Jim Ninowski (1960-1961), Johnny Olszewski (1961), Bill Malinchak (1966-1969), Don Majkowski (1995-1996), Mike Tomczak (2000). Trenerzy Ted Marchibroda (koordynator ofensywy, 1982-1983)